# Perlivți, Halîci
Perlivți (în ucraineană Перлівці) este localitatea de reședință a comunei Perlivți din raionul Halîci, regiunea Ivano-Frankivsk, Ucraina.

## Demografie
Componența lingvistică a localității Perlivți
     Ucraineană (100%)
Conform recensământului din 2001, toată populația localității Perlivți era vorbitoare de ucraineană (100%).